# D-10戰車砲
D-10戰車砲，是蘇聯在第二次世界大戰末期研製的反戰車火砲，用於戰車或驅逐戰車。1979年，波蘭在新生產的T-54/55系列主戰坦克上安裝了D-10的最新版本，隨著T-55的服役而持續在世界各地活躍。

## 歷史
1944年，隨著德軍虎式、豹式等重型戰車的投入，蘇聯軍主力的T-34/76在戰場上完全無法對抗，生存率開始急速惡化。蘇軍原本使用SU-85驅逐戰車的D-5T 85mm 53倍徑砲（稱為T-34/85 M1943）進行強化，但發現火力仍然不足對抗德國重戰車，又加大成85mm ZIS-S-53型主炮（稱為T-34/85 M1944）。而隨著主力戰車的升級，蘇軍也需要更加強大的火砲來取代原有的SU-85驅逐戰車，提供主力戰車火力支援。
這個任務讓蘇聯所屬所有兵工廠都動了起來，在經過數月的激烈競爭與測評後，由第九兵工廠的火砲設計師費奧多爾·彼得羅夫（Fyodor Fyodorovich Petrov）與他的團隊以Б-34型100毫米艦炮為藍本改良，命名為D-10的設計脫穎而出，並安裝在T-34/85的底盤，也就是之後的SU-100驅逐戰車。
D-10是一款擁有極高射速的100mm火砲，53.5倍徑的砲管長度與895公尺/秒的砲口初速，讓D-10足以滿足蘇軍在戰爭後期的反戰車需求。D-10可以在1000公尺、仰角30度下貫穿160mm的裝甲，優於豹式戰車所搭載的75mm KwK 42砲與虎式戰車（虎I）所搭載的88mm KwK 36砲，但是仍略遜於虎王式（虎II）的88mm KwK 43砲。
最初搭載在SU-100上的D-10S與戰後搭載在T-54/55主力戰車上的D-10T在性能上其實沒有太大的差異，只是為了適應不同底盤而作的細部改裝。其他還有實驗性的T-34/100、T-44/100、KV-100和IS-2。
1955年，STP-1水平穩定器與排煙器被加入D-10的新設計中，這個版本被稱為D-10TG。1956年，使用了源於旋風號運載火箭的雙平面穩定系統的D-10T2S版本開始生產並安裝到T-54B與T-55主力戰車上。
從1979年末至今，數千座D-10的各種不同版本與搭載它們的各種裝甲載具仍在數十個不同的國家服役中。
1960年代，芬蘭將拆卸自T-55的D-10TG改裝成岸防砲使用，稱為100 56 TK。

## 彈藥
從第二次世界大戰到20世紀60年代末期，彈殼長度一直都是693mm。種類有搭載了F-412高爆彈頭的UOF-412砲彈、使用BR-412穿甲弹頭的UBR-412穿甲彈（在40年代換成新型的BR-412B與BR-412D穿甲彈頭）以及型號為D-412的煙霧彈。
1964年，NII-24研究所開始對3UBM6反戰車砲彈進行改良，1967年，3BM6高速穿甲彈（HVAPDS）問世，具備在60度仰角下，於2000公尺外穿透80mm～290mm裝甲的能力。後繼的3BM8以碳化鎢彈芯取代高爆彈丸，並使用了可提升穿透力的錐形裝藥，製成反戰車高爆彈（HEAT），包括之後搭載3BK5M彈頭的3UBK4砲彈，以及後來換裝的搭載3BK17M彈頭的3UBK9砲彈都是此型。
1980年代，隨著3UBM11型穿甲彈開始逐漸退役，新式的3BM25尾翼穩定脫殼型（APFSDS）碳化鎢穿甲彈開始服役。
1983年，因為T-55M與T-55AM升級計劃而開始導入使用3UBK10-1砲彈外殼包裹的9K116-1堡壘式雷導引低空反戰車飛彈（北約代號AT-10"圓錐"，"Stabber"）。砲彈離開砲口1.5秒後彈殼脫離，釋放飛彈，飛彈尾部的圓型雷射制導裝置可控制點火，短短六秒的火箭點火時間可讓飛彈飛行41秒。這類型飛彈的造價非常昂貴，一顆飛彈的價格幾乎等於半輛T-55M的造價，但是也讓老舊的D-10擁有媲美現代主力戰車的強大火力。
飛彈種類：
- 3UBK10-1 (9M117 堡壘)，4000公尺外可穿透600mm裝甲。
- 3UBK10M-1 (9M117M Kan) ，4000公尺外可穿透650mm裝甲。
- 3UBK23-1 (9M117M1 Arkan) ，6000公尺外可穿透750mm裝甲。
- 3UBK23M-1 (9M117M2 Boltok) ，6000公尺外可穿透850mm裝甲。

## 性能
| 彈藥種類              | BR-412 穿甲彈 | F-412 高爆彈 |
| --------------------- | ------------- | ------------ |
| 重量 (公斤)           | 15.6          | 15.8         |
| 砲口初速 (公尺/秒)    | 895           | 900          |
| 五百公尺穿透力 (毫米) | 160           | –            |
| 一千公尺穿透力 (毫米) | 150           | –            |

### 年代、功能、性能相近的其他火砲
- 8.8厘米KwK 43炮
- 皇家兵工廠L7坦克炮

### 蘇聯前代的武器
- D-5T戰車砲

### 蘇聯次世代的武器
- U-5TS坦克炮
- D-68坦克炮
- 2A46坦克炮

## 備註
1. ↑  Foss (2005), p 110
2. ↑  Battlefield.ru

## 外部連結
- 100mm Tank Gun D-10（页面存档备份，存于） at battlefield.ru
- SU-100 Tank Destroyer（页面存档备份，存于） at battlefield.ru
- Specification and Armor Penetration Values for the Soviet Main Guns（页面存档备份，存于） at battlefield.ru
- T54/T55 Main Battle Tank（页面存档备份，存于）